# The Chronological Classics: Henry ''Red'' Allen and His Orchestra 1929-1933
| Recensione | Giudizio |
| ---------- | -------- |
| AllMusic   | [ 1 ]    |

The Chronological Classics: Henry Red Allen and His Orchestra 1929-1933 è una Compilation del trombettista e caporchestra jazz Henry Red Allen, pubblicato dall'etichetta discografica francese Classics Records nel 1990.

## Tracce

### CD
1. It Should Be You – 3:07 (Henry Red Allen) – Registrato il 16 luglio 1929 a New York
2. Biff'ly Blues – 3:25 (Henry Red Allen) – Registrato il 16 luglio 1929 a New York
3. Feeling Drowsy – 3:35 (Henry Red Allen) – Registrato il 17 luglio 1929 a New York
4. Swing Out – 3:16 (J. C. Higginbotham, Henry Red Allen) – Registrato il 17 luglio 1929 a New York
5. Make a Country Bird Fly Wild – 3:27 (Henry Red Allen, Paul Barbarin) – Registrato il 24 settembre 1929 a New York
6. Funny Feathers Blues – 2:57 (Victoria Spivey) – Registrato il 24 settembre 1929 a New York
7. How Do They Do It That Way? – 3:18 (Victoria Spivey) – Registrato il 24 settembre 1929 a New York
8. Pleasin' Paul – 2:51 (Henry Red Allen, Paul Barbarin) – Registrato il 24 settembre 1929 a New York
9. Sugar Hill Function – 3:00 (Charlie Holmes) – Registrato il 18 febbraio 1930 a New York
10. You Might Get Better, But You'll Never Get Well – 3:05 (Louis Metcalf, Luis Russell) – Registrato il 18 febbraio 1930 a New York
11. Everybody Shout – 2:24 (Paul Barbarin, Luis Russell) – Registrato il 18 febbraio 1930 a New York
12. Dancing Dave – 3:10 (Henry Red Allen, Paul Barbarin) – Registrato il 18 febbraio 1930 a New York
13. Roamin' – 3:36 (Chuck Smith) – Registrato il 15 luglio 1930 a New York
14. Singing Pretty Songs – 3:18 (Henry Red Allen, Luis Russell, Paul Barbarin) – Registrato il 15 luglio 1930 a New York
15. Patrol Wagon Blues – 3:20 (Porter Grainger) – Registrato il 15 luglio 1930 a New York
16. I Fell in Love with You – 3:28 (Henry Red Allen) – Registrato il 15 luglio 1930 a New York
17. Someday, Sweetheart – 2:54 (Benjamin Franklin "Reb" Spikes, John Spikes) – Registrato il 27 marzo 1933 a New York
18. I Wish I Could Shimmy Like My Sister Kate – 2:41 (Armand J. Piron) – Registrato il 27 marzo 1933 a New York
19. The River's Takin' Care of Me – 2:37 (Stanley Adams, Jesse Greer) – Registrato il 21 luglio 1933 a New York
20. Ain'tcha Got Music? – 2:45 (Andy Razaf, James P. Johnson) – Registrato il 21 luglio 1933 a New York
21. Stringin' Along on a Shoe String – 2:44 (Harold Adamson, Burton Lane) – Registrato il 21 luglio 1933 a New York
22. Shadows on the Swanee – 2:42 (Johnny Burke, Joe Young, Harold Spina) – Registrato il 21 luglio 1933 a New York
23. Hush My Mouth (If I Ain't Goin' South) – 3:00 (Maurice Sigler, Michael Cleary, Al Hoffman) – Registrato il 9 novembre 1933 a New York

## Musicisti
It Should Be You / Biff'ly Blues / Feeling Drowsy / Swing Out

(Henry Red Allen and His New York Orchestra)
- Henry Allen - tromba
- J. C. Higginbotham - trombone
- Albert Nicholas - clarinetto, sassofono alto
- Charlie Holmes - clarinetto, sassofono soprano, sassofono alto
- Teddy Hill - clarinetto, sassofono tenore, sassofono baritono
- Luis Russell - pianoforte, celeste
- Will Johnson - banjo, chitarra
- Pops Foster - contrabbasso
- Paul Barbarin - batteria, vibrafono

Make a Country Bird Fly Wild / Funny Feathers Blues / How Do They Do It That Way? / Pleasin' Paul

(Henry Red Allen and His New York Orchestra)
- Henry Allen - tromba
- J. C. Higginbotham - trombone
- Albert Nicholas - clarinetto, sassofono alto
- Charlie Holmes - clarinetto, sassofono soprano, sassofono alto
- Teddy Hill - clarinetto, sassofono tenore, sassofono baritono
- Luis Russell - pianoforte, celeste
- Will Johnson - banjo, chitarra
- Pops Foster - contrabbasso
- Paul Barbarin - batteria, vibrafono
- Victoria Spivey - voce (brani: Funny Feathers Blues e How Do They Do It That Way?)
- Herman Hughes (The Four Wanderers) - voce tenore (brano: Make a Country Bird Fly Wild)
- Charles Clinkscales (The Four Wanderers) - voce tenore (brano: Make a Country Bird Fly Wild)
- Maceo Johnson (The Four Wanderers) - voce baritono (brano: Make a Country Bird Fly Wild)
- Oliver Childs (The Four Wanderers) - voce basso (brano: Make a Country Bird Fly Wild)

Sugar Hill Function / You Might Get Better, But You'll Never Get Well / Everybody Shout / Dancing Dave

(Henry Red Allen and His New York Orchestra)
- Henry Allen - tromba
- Otis Johnson - tromba
- J. C. Higginbotham - trombone
- William Thornton Blue - clarinetto, sassofono alto
- Charlie Holmes - clarinetto, sassofono soprano, sassofono alto
- Teddy Hill - clarinetto, sassofono tenore, sassofono baritono
- Luis Russell - pianoforte
- Will Johnson - banjo, chitarra
- Will Johnson - voce (brano: You Might Get Better, But You'll Never Get Well)
- Pops Foster - contrabbasso
- Paul Barbarin - batteria, vibrafono

Roamin' / Singing Pretty Songs / Patrol Wagon Blues / I Fell in Love with You

(Henry Red Allen and His New York Orchestra)
- Henry Allen - tromba
- Henry Allen - voce (brani: Roamin', Patrol Wagon Blues e I Fell in Love with You)
- Otis Johnson - tromba
- Jimmy Archey - trombone
- Albert Nicholas - clarinetto, sassofono alto
- Charlie Holmes - clarinetto, sassofono soprano, sassofono alto
- Greely Walton - sassofono tenore
- Luis Russell - pianoforte, celeste
- Will Johnson - banjo, chitarra
- Ernest Hill - ottone basso
- Paul Barbarin - batteria, vibrafono

Someday, Sweetheart / I Wish I Could Shimmy Like My Sister Kate

(Henry Allen - Coleman Hawkins and Their Orchestra)
- Henry Allen - tromba
- Dicky Wells - trombone
- Russell Procope - clarinetto, sassofono alto
- Coleman Hawkins - sassofono tenore
- Don Kirkpatrick - pianoforte
- Bernard Addison - chitarra
- ? (presenze non certe) Bob Ysaguirre (o) John Kirby - ottone basso / contrabbasso
- Walter Johnson - batteria

The River's Takin' Care of Me / Ain'tcha Got Music? / Stringin' Along on a Shoe String / Shadows on the Swanee

(Henry Allen - Coleman Hawkins and Their Orchestra)
- Henry Allen - tromba, voce
- Dicky Wells - trombone
- Hilton Jefferson - sassofono alto
- Coleman Hawkins - sassofono tenore
- Horace Henderson - pianoforte
- Bernard Addison - banjo
- John Kirby - contrabbasso
- Walter Johnson - batteria

Hush My Mouth (If I Ain't Goin' South)

(Henry Allen - Coleman Hawkins and Their Orchestra)
- Henry Allen - tromba, voce
- Benny Morton - trombone
- Edward Inge - clarinetto, sassofono alto
- Coleman Hawkins - sassofono tenore
- Horace Henderson - pianoforte
- Bernard Addison - banjo, chitarra
- Bob Ysaguirre - contrabbasso
- Manzie Johnson - batteria